# Blériot-SPAD S.34

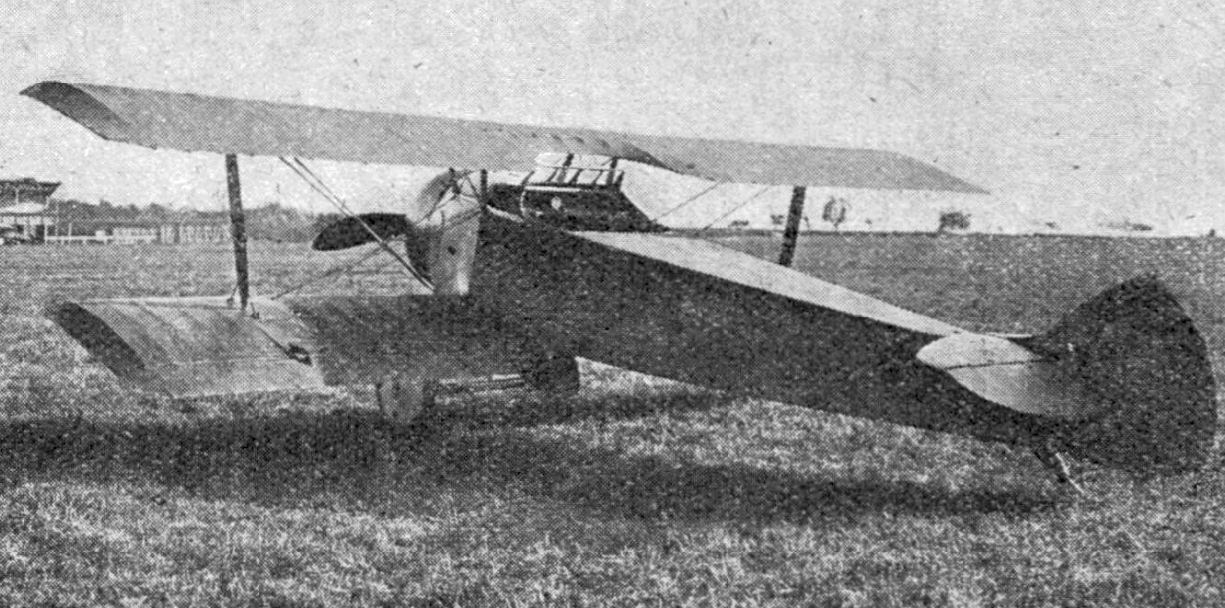
Photo d'un Blériot-SPAD S.34 dans L'Aéronautique en janvier 1921.

Le Blériot-SPAD S.34 est un avion d'entraînement biplan monomoteur à deux places conçu en 1920. La disposition côte à côte des sièges était unique à l'époque. 150 avions ont été construits dont 125 pour l'armée de l'air française, qui les a utilisés jusqu'en 1936.
L'armée de l'air finlandaise a acheté deux S.34 en 1921. En raison d'un entretien inadéquat, ils n'ont pas duré et ont été retirés du service en 1925.

## Variantes
- Bleriot-SPAD S.34-1 Premier prototype Bleriot-SPAD S.34.
- Bleriot-SPAD S.34-2 Deuxième prototype Bleriot-SPAD S.34.
- Bleriot-SPAD S.34-3 Troisième prototype Bleriot-SPAD S.34.
- Bleriot-SPAD S.34 Biplan d'entraînement  à deux places.
- Bleriot-SPAD S.34 bis Variante améliorée, propulsée par un moteur en étoile Clerget 9B de 130 ch (97 kW) . Trois ont été construits pour l'Aéronavale.

## Opérateurs
France
- Armée de l'air française - (119 avions)
- Aéronavale - (6 avions S.34-bis )
- Blériot flying school - (16 avions)

 Argentine
- (6 avions)

 Finlande
- Armée de l'air finlandaise - (2 avions)

 Bolivie
- Force aérienne bolivienne (1 avions)

## Caractéristiques (S.34)
Caractéristiques générales
- Équipage: 2
- Longueur: 6,5 m
- Envergure : 8,2 m
- Hauteur: 2,3 m

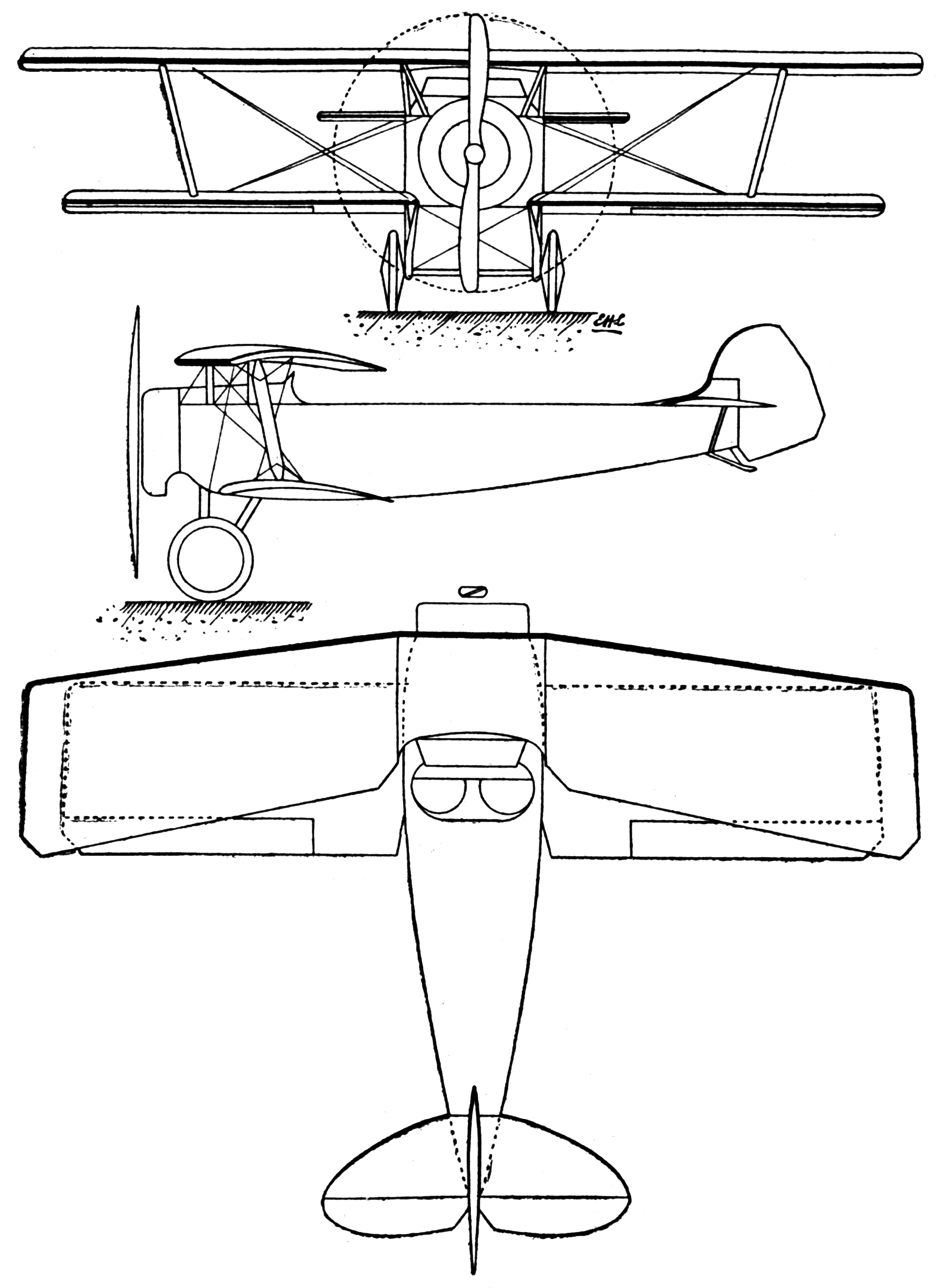
Blériot-SPAD S.34

- Max. poids au décollage : 700 kg (1 540 lb)
- Powerplant : 1 × Le Rhône 9C , 60 kW (80 ch)

Performance
- Vitesse maximale : 130 km/h
- Plafond : 4 000 m (13 100 ft)